# Mien van Bree
Mien van Bree (* 24. April 1915 in Loosduinen; † 4. August 1983 ebenda) war eine niederländische Radrennfahrerin.

## Sportliche Laufbahn

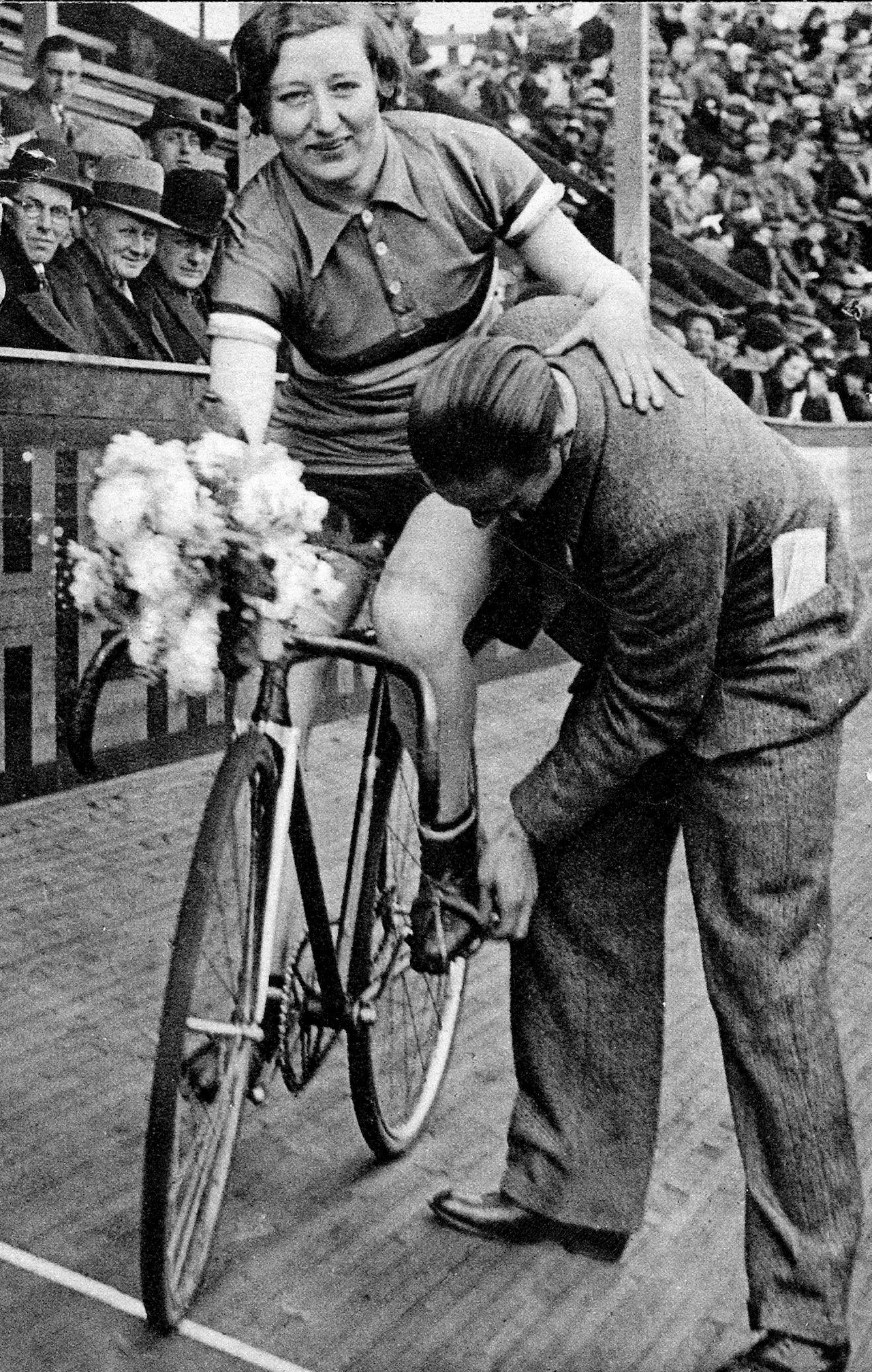
Van Bree (1935)

Das radsportliche Talent von Mien van Bree wurde von ihrem Dorfnachbarn, dem fünffachen Rad-Weltmeister Piet Moeskops, entdeckt, der sah, wie sie mit dem Fahrrad hinter Bussen herfuhr, und sie in der Folge auch zeitweise trainierte. Wegen ihrer sportlichen, kräftigen Erscheinung wurde sie „Kwee“ (dt.= Quitte, übertragen: Mannweib) genannt.
1931 gründete van Bree gemeinsam mit mehreren Freundinnen den ersten Radsportclub für Frauen in den Niederlanden, Vooruitgang Is Ons Streven (VIOS). Doch in den Niederlanden waren Radrennen für Frauen verboten, so dass die Clubmitglieder sich per Rad nach Antwerpen aufmachten, als sie aus der Zeitung erfuhren, dass dort eine Weltmeisterschaft organisiert werde.
Auch in Antwerpen waren Frauenradrennen von der Gemeinde zunächst verboten worden, bis 1934 der belgische Sportpromoter Jos De Stobbeleire beschloss, trotzdem Weltmeisterschaften durchzuführen. Dieser Plan führte zu Diskussionen in den Antwerpener Zeitungen, wodurch die öffentliche Aufmerksamkeit sehr groß wurde und Tausende Zuschauer an der Strecke standen. Laut Berichten des niederländischen Sportfunktionärs Gerard Bosch van Drakestein, der dem Rennen beiwohnte, wurden von den angekündigten 50.000 Francs Gewinngeld indes nur 7500 ausgekehrt, und eine internationale Teilnahme vorgetäuscht, indem niederländische Fahrerinnen als deutsche oder luxemburgische Meisterin angekündigt wurden. Weltmeisterin wurde die Belgierin Elvire De Bruyn mit einer Zeit von zwei Stunden, 41 Minuten und 56 Sekunden für 90 Kilometer, was einem Durchschnitt von 33 Kilometern pro Stunde entsprach. Van Bree belegte nach eigenen Angaben den dritten Platz bei der WM, an der mindestens 15 Fahrerinnen teilnahmen, darunter die Italienerin Alfonsina Strada. Beim folgenden Sechstagerennen in Amsterdam fuhr sie eine Ehrenrunde, bei der die männlichen Fahrer Spalier standen. Van Drakestein respektierte zwar van Brees Leistung, war aber der Meinung, dass es Frauenrennen in den Niederlanden nur auf privatem Grund geben solle, da man in seinem Heimatland zu „würdevoll“ sei.
Um weiterhin Rennen fahren zu können, zog Mien van Bree nach Belgien; vermutlich arbeitete sie dort als Kellnerin, um ihren Lebensunterhalt zu finanzieren. 1935, 1936 und 1937 belegte sie  jeweils den zweiten Platz bei Weltmeisterschaften, hinter der belgischen Lokalmatadorin Elvire De Bruyn, die 1937 das Geschlecht wechselte und sich fortan „Willy“ nannte. 1937, nachdem De Bruyn keine Frauenrennen mehr fuhr, wurde van Bree Europameisterin bei einem Straßenrennen und 1938 sowie 1939 Weltmeisterin. Ebenfalls 1938 wurde sie niederländische Meisterin, bei einem gemischten Rennen mit belgischen und niederländischen Rennfahrerinnen; als beste Niederländerin wurde ihr der Meistertitel zugesprochen. Der Ausbruch des Zweiten Weltkriegs beendete die Sportkarriere von Mien van Bree.
In späteren Jahren sagte Mien van Bree, die voller Begeisterung Radrennen im Fernsehen anschaute: „Eigenlijk ben ik te vroeg geboren.“ (dt.: „Eigentlich bin ich zu früh geboren.“)

## Privates
Mien van Bree war das Jüngste von fünf Kindern der Familie. Ihre älteste Schwester, die das Down-Syndrom hatte, starb im Alter von 13 Jahren. 1944 wurde ihr Bruder Jan als Zwangsarbeiter in Hamburg bei einem Bombenangriff getötet; die Familie blieb auch lange nach dem Krieg im Unklaren über sein Schicksal. Ihre Mutter erholte sich von diesem Schicksalsschlag nie mehr und starb 1952, der Vater 1959. Van Bree, die 1941 nach Loosduinen zurückgekehrt war, pflegte ihre Eltern bis zu deren Tod und arbeitete als Krankenpflegerin. Sie heiratete nie, hatte aber enge freundschaftliche Beziehungen zu anderen Rennfahrerinnen und hatte auch weiterhin Kontakt zu Willy Debruyne, vormals Elvire De Bruyn. In den 1970er Jahren lebte sie mit einer Freundin zusammen; als sie von einem Urlaub zurückkam, war diese ausgezogen und hatte die Möbel mitgenommen. In den folgenden Jahren begann sie, Kanarienvögel zu züchten, hielt weitere Tiere und sprach übermäßig dem Alkohol zu. Außerdem schloss sie sich den Zeugen Jehovas an. 1983 wurde sie tot in ihrer Wohnung gefunden; sie war an ihrem eigenen Erbrochenen erstickt.